# گیتس (تنسی)
گیتس(به انگلیسی: Gates) شهری در ایالت تنسی کشور ایالات متحده آمریکا است که جمعیت آن در سرشماری سال ۲۰۱۰ میلادی، ۶۴۷ نفر بوده‌است.